# Ljiljana Buttler
Ljiljana Buttler (Belgrado, 14 december 1944 – Düsseldorf, 26 april 2010) was een in voormalig Joegoslavië geboren zangeres. Buttler, een zangeres met een diepe, soulvolle stem, kreeg de bijnaam The Mother Of Gypsy Soul, omdat ze als geen ander pijn en verlangen kon vertolken.

## Biografie
Buttler, geboren in Belgrado als Ljiljana Petrović, was de dochter van een zigeuneraccordeonist en een Kroatische zangeres. Haar vader verliet het gezin kort na de geboorte van zijn dochter.  Ze verhuisden naar het stadje Bijeljina. Ljiljana luisterde als kind vaak naar haar moeder, die veel optrad in cafés, restaurants en op bruiloften.
Ljiljana begon met optreden op twaalfjarige leeftijd. Haar moeder was te ziek om op te treden in een restaurant en Ljiljana stelde voor om in te vallen.
Eenmaal volwassen keerde ze terug in Belgrado waar ze zich vestigde in de uitgaanswijk Skadarlija. Ze trad op in bars en zong er allerlei soorten muziek: zigeunermuziek, volksmuziek uit de Balkan, Russische ballads, pophits en jazzstandards.

### Doorbraak in de jaren 1970
In de jaren 1970 brak ze in Joegoslavië door als zangeres en bracht ze verschillende succesvolle albums uit. In 1973 bereikte ze de top van de hitlijsten met Od kakos am tudja zena. Ze trad op en verscheen regelmatig op televisie.
In de loop van de jaren tachtig liep het succes echter terug. Vanwege de politieke onrust en de dreiging van een Balkanoorlog verhuisde ze in 1989 naar Düsseldorf in Duitsland. Ze beëindigde haar zangcarrière, trouwde met een Duitser en werkte onder andere in een fabriek en als schoonmaakster.

### Comeback
De in Amsterdam wonende Bosnische muziekproducent Dragi Šestić startte kort na de millenniumwisseling een zoektocht naar de 'verdwenen' zangeres en wist haar rond 2002 te achterhalen. Hij overtuigde haar een nieuw album te maken en bracht met haar in 2002 The Mother Of Gypsy Soul uit.
De documentaire The Bridge that Survived van Mira Erdevicki (2004) volgde Buttler's terugkeer naar Bosnië.
In 2006 verscheen The Legends Of Life en in 2009 Frozen Roses, beide een samenwerking met Mostar Sevdah Reunion, de Bosnische band van Šestić. Met deze groep gaf ze vanaf 2003 verschillende concertreeksen, met name in Europa. De muziek van het gezelschap is een mix van zigeunermuziek, Balkanmuziek, sevdah en jazz. Ljiljana Buttler en Mostar Sevdah Reunion gaven samen optredens op onder andere het North Sea Jazz Festival, Crossing Border en het Bimhuis.
Buttler overleed in 2010 in haar woonplaats Düsseldorf aan de gevolgen van kanker.

## Discografie
- «The Mother Of Gypsy Soul» (2002, Snail Records)
- «The Legends Of Life» (2005, Snail Records)
- «Frozen Roses» (2009, Snail Records)